# Wilhelm Norén
Wilhelm Norén, född den 7 december 1876 i Söderala församling, Gävleborgs län, död den 25 maj 1938 i Borås, var en svensk jurist.
Norén avlade juris utriusque kandidatexamen vid Uppsala universitet 1902. Han blev extra ordinarie notarie i Svea hovrätt samma år, extra ordinarie assessor där 1912 och tillförordnad revisionssekreterare 1918. Norén blev häradshövding i Marks domsaga 1919 och borgmästare i Borås 1924. Han blev riddare av Vasaorden 1926 och av Nordstjärneorden 1933.
Wilhelm Norén var son till grosshandlare Leopold Norén och Helga Iggbom. Han var bror till Karl och Helge Norén samt till  Erik Björkmans och Emil Fevrells hustrur.